# Mongolicosa
Genre
Mongolicosa est un genre d'araignées aranéomorphes de la famille des Lycosidae.

## Distribution
Les espèces de ce genre se rencontrent en Mongolie, en Chine et en Russie de la Sud de la Sibérie.

## Liste des espèces
Selon World Spider Catalog (version 25.5, 07/11/2024) :
- Mongolicosa azarkinae Fomichev & Marusik, 2018
- Mongolicosa buryatica Marusik, Azarkina & Koponen, 2004
- Mongolicosa cherepanovi Fomichev & Marusik, 2018
- Mongolicosa glupovi Marusik, Azarkina & Koponen, 2004
- Mongolicosa gobiensis Marusik, Azarkina & Koponen, 2004
- Mongolicosa lizae Fomichev, 2021
- Mongolicosa mongolensis Marusik, Azarkina & Koponen, 2004
- Mongolicosa ozkutuki Fomichev & Marusik, 2018
- Mongolicosa przhewalskii Fomichev & Marusik, 2017
- Mongolicosa pseudoferruginea (Schenkel, 1936)
- Mongolicosa songi Marusik, Azarkina & Koponen, 2004
- Mongolicosa uncia Fomichev & Marusik, 2017
- Mongolicosa uvs Esyunin & Ustinova, 2024

## Systématique et taxinomie
Ce genre a été décrit par Marusik, Azarkina et Koponen en 2004 dans les Lycosidae.

## Publication originale
- Marusik, Azarkina & Koponen, 2004 : « A survey of east Palearctic Lycosidae (Aranei). II. Genus Acantholycosa F. Dahl, 1908 and related new genera. » Arthropoda Selecta, vol. 12, no 2, p. 101-148 (texte intégral).